# 王文建
王文建（16世紀—17世紀），字子建，江西瑞州府上高縣河東田北人，明朝政治人物。

## 生平
王文建是萬曆四十六年（1618年）戊午科江西鄉試舉人，授冠縣教諭，才名冠絕一時，課士不倦，崇禎五年（1632年）陞濟陽知縣，當時北京遭戰火波及，濟陽為山東繁劇地方，經常出現盜賊，他能設法撫禦，威惠並著，濟陽得以安寧，獲上級交薦陞南京東城兵馬司指揮，因病致仕，多次婉拒徵召。

## 引用
1. 1 2  嘉慶《上高縣志·卷十一·人物志》：王文建，字子建，河東田北人，萬厯戊午舉人，初授山東冠縣教諭，冥心理學，學使者湯道衡雅重之，陞濟陽知縣，時畿輔數被兵，濟陽為山東劇邑多盜，文建撫禦有方，威惠並著，獨獲寧謐，上官交疏，保薦陞南京東城兵馬司指揮，因疾致仕，屢徵不起老於家。
2. ↑  民國《冠縣志·卷六·職官志》：王文建，江西舉人，任教諭，才名冠一時，課士不倦，陞濟陽知縣。